# Lufengpithèque
Lufengpithecus
Genre
Lufengpithecus est un genre éteint de singes de la famille des hominidés, ayant vécu au Miocène supérieur dans le Sud de la Chine.

## Systématique
Le genre Lufengpithecus a été créé en 1987 par l'anatomiste et anthropologue chinois Rukang Wu (d) (1916-2006).

## Historique
Le genre Lufengpithecus a été décrit en 1987 à partir de restes fossiles trouvés sur plusieurs sites du Yunnan, dans le Sud de la Chine. Il a d'abord été rattaché à la sous-famille des Ponginae, en raison de sa localisation géographique.

## Classification phylogénétique
Phylogénie des genres actuels d'hominidés, d'après Shoshani et al. (1996) et Springer et al. (2012) :
| Gorillini | Gorilla (Gorille)                                                                                             |
|           | Gorilla (Gorille)                                                                                             |
| Hominini  | \| Panina \| Pan (Chimpanzé) \| \| \| Pan (Chimpanzé) \| \| Hominina \| Homo (Homme) \| \| \| Homo (Homme) \| |
|           | \| Panina \| Pan (Chimpanzé) \| \| \| Pan (Chimpanzé) \| \| Hominina \| Homo (Homme) \| \| \| Homo (Homme) \| |
| Panina    | Pan (Chimpanzé)                                                                                               |
|           | Pan (Chimpanzé)                                                                                               |
| Hominina  | Homo (Homme)                                                                                                  |
|           | Homo (Homme)                                                                                                  |

| Panina   | Pan (Chimpanzé) |
|          | Pan (Chimpanzé) |
| Hominina | Homo (Homme)    |
|          | Homo (Homme)    |

| Gorillini | Gorilla (Gorille)                                                                                             |
|           | Gorilla (Gorille)                                                                                             |
| Hominini  | \| Panina \| Pan (Chimpanzé) \| \| \| Pan (Chimpanzé) \| \| Hominina \| Homo (Homme) \| \| \| Homo (Homme) \| |
|           | \| Panina \| Pan (Chimpanzé) \| \| \| Pan (Chimpanzé) \| \| Hominina \| Homo (Homme) \| \| \| Homo (Homme) \| |
| Panina    | Pan (Chimpanzé)                                                                                               |
|           | Pan (Chimpanzé)                                                                                               |
| Hominina  | Homo (Homme)                                                                                                  |
|           | Homo (Homme)                                                                                                  |

| Panina   | Pan (Chimpanzé) |
|          | Pan (Chimpanzé) |
| Hominina | Homo (Homme)    |
|          | Homo (Homme)    |

## Description
Les différentes espèces du genre Lufengpithecus, de grande taille et d'un poids estimé à 50 kg, sont connues grâce à de nombreux fossiles. 
Les études du crâne adulte et infantile de l'espèce L. lufengensis ont mis en évidence des différences anatomiques qui la distinguent des ponginés fossiles et actuels (Pongo). L'étude des crânes de Shihuiba, dans le xian de Lufeng, et de Yuanmou, dans le Yunnan, laisse penser que Lufengpithecus appartient à une lignée de grands singes éteinte et distincte des espèces actuelles d'hominidés.

## Liste des espèces
Trois espèces ont été attribuées à ce genre , :
- † Lufengpithecus keiyuanensis, Woo, 1957 : 11 à 10 Ma, xian de Kaiyuan
- † Lufengpithecus lufengensis, Xu et al., 1978 : 6,9 à 6,2 Ma, xian de Lufeng[6]
- † Lufengpithecus hudienensis, Zhang et al., 1987 : 8,2 à 7,1 Ma, xian de Yuanmou

### Lufengpithecus lufengensis
L'espèce Lufengpithecus lufengensis est la mieux représentée des trois dans le registre fossile, avec cinq crânes dont deux complets (écrasés), une dizaine de mandibules, une omoplate, une clavicule, un radius, une extrémité fémorale proximale, trois phalanges de la main et un métatarse. Le fémur atteste d'une posture souvent érigée. La cuisse était en position fléchie, ses muscles et le jarret permettaient des mouvements de petite amplitude. Le squelette appendiculaire supérieur atteste d'un mode locomoteur arboricole.